# Bredero Mavo
De Bredero Mavo is een openbare school voor voortgezet onderwijs in Amsterdam-Noord. De school is vernoemd naar de Nederlandse dichter Gerbrand Adriaensz. Bredero. In 2008 is het Bredero College (voorheen Lyceum) gesplitst in drie scholen, waaronder de Bredero Mavo. Deze school maakt deel uit van de stichting Voortgezet Onderwijs van Amsterdam (VOvA).
De leerlingen van de Bredero Mavo krijgen op vmbo-t/havo niveau les in klas 1 en 2. Na klas 2 kunnen leerlingen doorstromen naar de mavo- of (eigen) havo-afdeling. Veel leerlingen (30-35%) stromen na het behalen van het mavodiploma door naar de havo.

## Geschiedenis
In 1959 opende het Ir. Lely Lyceum, dat gevestigd was aan de Keizersgracht, een dependance in Amsterdam-Noord. De dependance werd in 1962 een zelfstandige school en noemde zichzelf het Leeghwater Lyceum. Het tijdelijke schoolgebouw bevond zich aan het Van der Pekplein, niet ver van de pont. Gelijktijdig bestond er in Amsterdam-Noord de De Bazel Mulo. Deze scholen fuseerden in 1968 met de invoering van de Mammoetwet tot de Scholengemeenschap Noord (SGN) en deze betrok in 1985 een nieuw gebouw aan de Buiksloterweg ontworpen door Pi de Bruijn. In de jaren negentig wijzigde de school haar naam in Bredero Lyceum (I). Toen in 1997 het Bredero Lyceum en het Nieuwendam College (opvolger van de vijfde LTS van 1935) fuseerden tot het Bredero College ontstond er een onderwijsaanbod van voorbereidend beroepsonderwijs tot en met gymnasium.
Begin 21e eeuw namen de gemeenten steeds meer afstand van het voortgezet onderwijs, wat leidde tot verzelfstandiging. Ook het Bredero College werd verzelfstandigd en vormde vanaf 2008 samen met acht andere scholen de stichting Voortgezet Onderwijs van Amsterdam (VOvA). Binnen de stichting ontstonden kleinere gespecialiseerde scholen. De Bredero Mavo is hierin de school voor vmbo-t-onderwijs en sinds 2017 ook havo-onderwijs. Het Bredero Lyceum (II) in Amsterdam Noord gaf HAVO en VWO. Met ingang van schooljaar 2016-2017 is het Bredero Lyceum opgehouden te bestaan. Die school heeft weer mede aan de basis gestaan van het Hyperion Lyceum en De nieuwe Havo.

## Gebouw
De school is sinds september 2012 gevestigd in een nieuw gebouw in het centrum van Amsterdam-Noord naar een ontwerp van Burton Hamfelt en staat naast het stadsdeelkantoor van Amsterdam-Noord. In het schoolgebouw zijn behalve de Bredero Mavo enkele opleidingen van het ROC van Amsterdam gehuisvest. Ook enkele particuliere bedrijven hebben hier een ruimte.

## Bekende oud-leerlingen
- Geoffrey Castillion, profvoetballer
- Vieze Fur, muzikant
- Deyovaisio Zeefuik, profvoetballer
- Rodney Antwi, profvoetballer